# Daisuke Ichikawa
Daisuke Ichikawa, född 14 maj 1980 i Shizuoka prefektur, Japan, är en japansk fotbollsspelare.